# Maria Josep Ortega Requena
María José Ortega Requena (Carlet, 7 de octubre de 1968) es una política española, alcaldesa de Carlet y diputada en las Cortes Valencianas.

## Biografía
Hasta 2012 trabajó como funcionaria de la Administración de Justicia hasta que fue nombrada jefe de área de la ejecutiva nacional y responsable de políticas sectoriales por Bloc, del que ha sido vicepresidenta del Consejo Nacional (2006–2009). También es miembro de la ejecutiva nacional y coordinadora de políticas sectoriales de la Coalición Compromis.
En las elecciones municipales españolas de 2003, 2007 y 2011 fue elegida concejala del ayuntamiento de Carlet. Después de las elecciones municipales españolas de 2015 fue nombrada alcaldesa.
Ha sido elegida diputada en las elecciones a las Cortes Valencianas de 2015 y 2019. Es vicepresidenta de la Comisión de Política Social, Empleo y Políticas de Igualdad de las Cortes Valencianas.